# Shaggy 2 Dope
Joseph William "Joey" Utsler, conhecido pelo seu nome artístico Shaggy 2 Dope (Wayne, 14 de outubro de 1974), é um rapper, produtor musical, DJ, e lutador profissional estadunidense. Ele é membro, junto com seu parceiro musical Violent J, da dupla de rap Insane Clown Posse.
Ele é o co-fundador da gravadora Psychopathic Records. 2 Dope é o co-fundador da promoção de wrestling Juggalo Championship Wrestling.